# Stenodema crassipes
Stenodema crassipes (лат.) — вид клопов-слепняков рода Stenodema из подсемейства Mirinae (Miridae). Средняя Азия (включая Таджикистан).

## Описание
Растительноядные клопы удлинённой формы. Отличается следующими признаками: лоб выступает над наличником; заднее бедро отчетливо расширено, в 4—5 раз длиннее ширины, усиковый сегмент II у самки расширен базально с длинными и густыми волосками; усиковый сегмент III короче вертекса; в гениталиях отсутствует выемка между чувствительным бугорком и гипофизом левого парамера.